# География Брунея

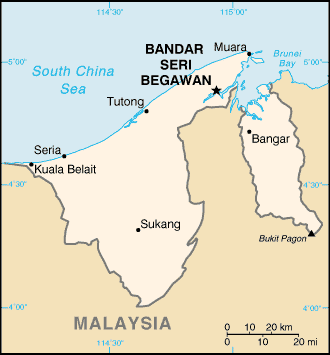

Бруне́й — государство (султанат) в Юго-Восточной Азии, на северо-западном берегу острова Калимантан. Омывается Южно-Китайским морем. Страна разделена на две части малайзийским штатом Саравак, который полностью окружает Бруней, оставляя только береговую линию на севере. Средняя высота над уровнем моря 478 метров. Общая площадь 5765 км². Протяженность границы с Малайзией 481 км, береговая линия Южно-Китайского моря — 161 км. Рельеф страны низменный, за исключением южных частей страны, где рельеф гористый с максимальной высотой 1850 м (гора Букит-Пагон).

## Географическое положение
Бруней расположен в Юго-Восточной Азии, на северо-западном берегу острова Калимантан и состоит из двух отдельных областей, разделенных приблизительно 30-километровым участком малайзийской территории. На севере омывается Южно-Китайским морем. Морское побережье неоднородно, на северо-востоке находится Брунейский залив со множеством островов, на западе преобладает песчаный пологий берег.

## Климат
Климат в Брунее влажный экваториальный со среднегодовой температурой 26,1 °C. Осадков от 1500 до 2000 мм, выпадают в основном в сезон летних муссонов, когда на юго-запад приходятся удары муссонов.

## Гидрография
В стране нет крупных озёр и рек. Реки — Бруней, Тудонг, Тембуронг, Белайт текут с холмов южной части страны на север, впадая в Южно-Китайское море.